# Región de Guéra
Guéra es una de las 23 regiones de Chad (Decretos n.º 415/PR/MAT/02 y 419/PR/MAT/02), y su capital es Mongo. Fue creada a partir de la antigua Prefectura de Guéra.

## Subdivisiones
La región de Guéra se encuentra dividida en 2 departamentos:
| Departamento | Capital  | Subprefecturas                                     |
| ------------ | -------- | -------------------------------------------------- |
| Guéra        | Mongo    | Bang Bang, Baro, Bitkine, Mangalmé, Mongo, Niergui |
| Barh Signaka | Melfi    | Chinguil, Melfi, Mokofi                            |
| Abtouyour    | Bitkine  | Bitkine, Bang-Bang                                 |
| Mangalmé     | Mangalmé | Mangalmé, Bitchotchi, Eref, Kouka Margni           |

## Demografía
Según el censo de 2009, la población de la región era de 553.795 habitantes, el 51.80% mujeres.
Los grupos étnicos principales son los hadjerai (66,18 %) y los árabes (21,11 %). El 4,00% de la población es nómada.
- Datos: Q175706
- Multimedia: Guéra / Q175706